# Conrad Gröber

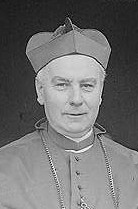
Conrad Gröber (1933)

Conrad Gröber (* 1. April 1872 in Meßkirch; † 14. Februar 1948 in Freiburg im Breisgau) war ein deutscher Geistlicher. Er war römisch-katholischer Bischof von Meißen (1931–1932) und später Erzbischof von Freiburg (1932–1948).

## Leben

### Jugend und Ausbildung
Gröber war Sohn des Schreinermeisters Alois Gröber und dessen Ehefrau Martina und wurde geboren in dem Haus an der Hauptstraße, das heute zur Blumenhandlung Wolpert gehört. Bereits am 7. April, so wie es damals allgemein üblich war, wurde er getauft. Unter der Obhut seiner Eltern wuchs er in der Zeit des Kulturkampfes auf. Später schreibt er in seinen Erinnerungen über diese Zeit, dass die römisch-katholischen Schüler von den altkatholischen Lehrern – andere Lehrer durften nicht mehr unterrichten – als „römische Siechen“ beschimpft und von älteren Schülern in den Brunnen in der Meßkircher Schlossstraße getunkt wurden.
Später besuchte er zunächst in Donaueschingen das Fürstenberg-Gymnasium, dann in Konstanz das Heinrich-Suso-Gymnasium und war dort Alumne des wieder eröffneten Konradihauses. Schon als Gymnasiast hatte er sich zur geistlichen Laufbahn entschlossen. An der Universität Freiburg studierte er seit dem Wintersemester 1891/92 Philosophie und Theologie. 1893 wurde er Student der Päpstlichen Universität Gregoriana in Rom. 1898 wurde er in Rom zum Dr. theol. promoviert.
Am 15. August 1897 wurde er zum Diakon geweiht; am 28. Oktober 1897 empfing er die Priesterweihe. Nach kurzer Tätigkeit als Vikar in Ettenheim war er zwei Jahre Kaplan an der St.-Stephans-Kirche in Karlsruhe, wo er die spezifischen Probleme einer Großstadtseelsorge kennenlernte.

### Lehrer und Pfarrer in Konstanz
Zwischen 1899 und 1902 war er Rektor des Konstanzer Knabenkonvikts „Konradihaus“. Dort begegnete er dem Schüler Max Josef Metzger, einem 1944 von den Nationalsozialisten ermordeten Priester, und Martin Heidegger, den er eigentlich auf den philosophischen Weg brachte und zu dem er lebenslang in einem Spannungsverhältnis stand. 1905 übernahm er die Dreifaltigkeitspfarrei in Konstanz, 1922 wurde er Münsterpfarrer in Konstanz.
Gröber war insbesondere in den Konstanzer Jahren publizistisch und wissenschaftlich tätig. Unter seiner Leitung wurden die Dreifaltigkeitskirche und später das Konstanzer Münster grundlegend restauriert. Er engagierte sich nicht nur in der kirchlich gebundenen Vereinsarbeit, sondern war als Angehöriger der Zentrumspartei an den Verhandlungen zum Weimarer Schulkompromiss beteiligt und als Stadtverordneter im Konstanzer Gemeinderat tätig. Durch seine vielfältigen Initiativen, die von ihm konzipierte 800-Jahr-Feier der Heiligsprechung des Bischofs Konrad von Konstanz im Jahre 1923 und seine Mitarbeit bei der Diözesansynode 1921 wurde er überregional bekannt.
Seine innerkirchliche Karriere erfuhr ihre Fortsetzung durch seine Ernennung 1923 zum päpstlichen Geheimkämmerer und seine 1925 erfolgte Wahl in das Domkapitel von Freiburg. In der Kirchenverwaltung wurde ihm das Referat für Liturgie und Kirchenmusik übertragen, wo er 1929 mit großer Resonanz ein neues Diözesangesangbuch einführte. In dieser Zeit begann Gröber auch, als Prediger in dem neuen Medium des Rundfunks tätig zu werden. Auf dem Freiburger Katholikentag von 1929 lernte er Nuntius Eugenio Pacelli (den späteren Papst Pius XII.) kennen, für den er insbesondere bei den Verhandlungen über das Reichskonkordat maßgeblich tätig wurde.

## Bischof von Meißen und Erzbischof von Freiburg

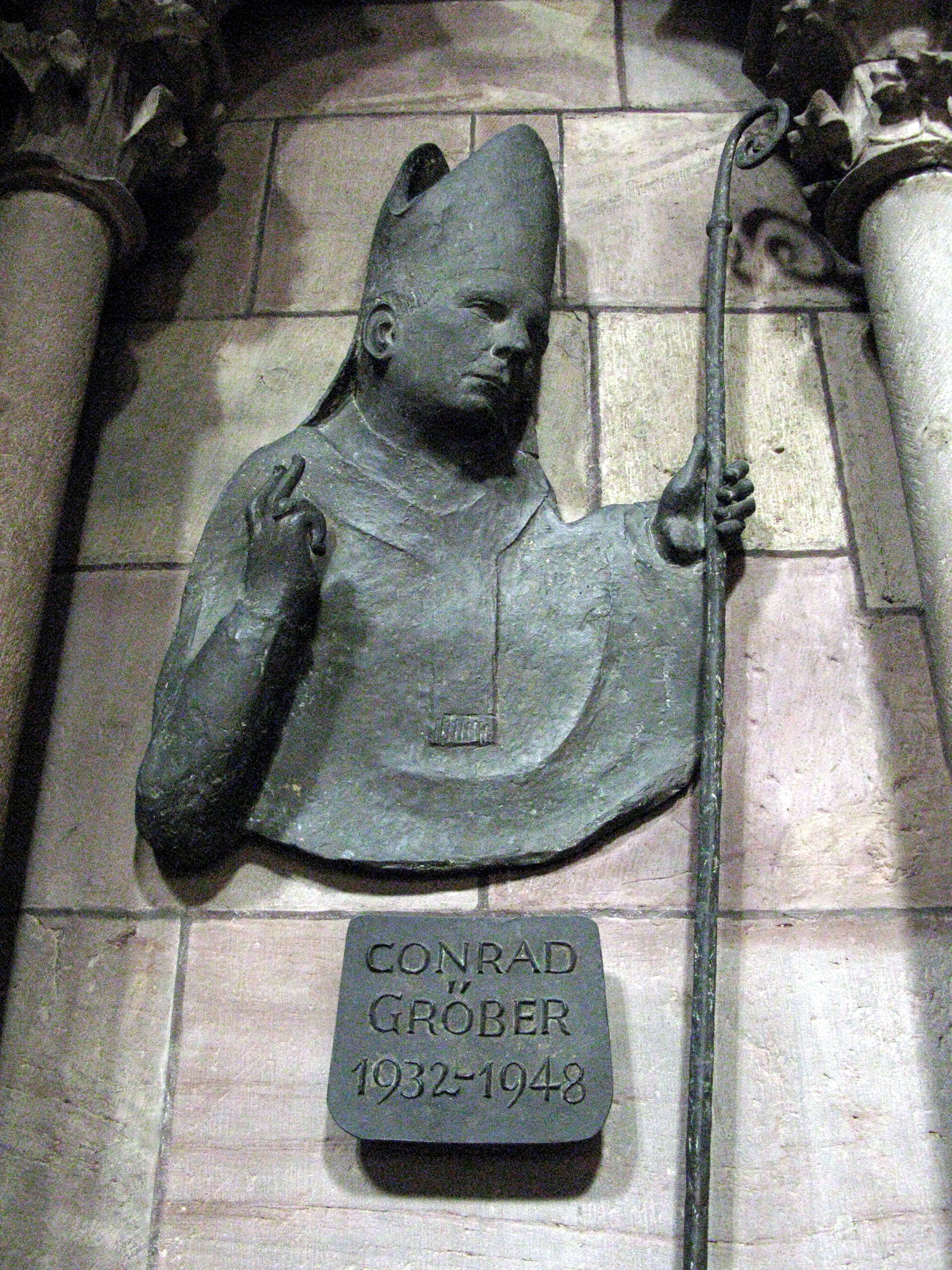
Relief Conrad Gröber im Freiburger Münster

Wappen als Bischof von Meißen

Wappen als Erzbischof von Freiburg

1931 wurde Gröber von Papst Pius XI. zum Bischof von Meißen ernannt. Die Bischofsweihe spendete ihm am 13. Januar 1931 der Freiburger Erzbischof Carl Fritz. Am 23. Februar 1932 zelebrierte er in der Dresdner Hofkirche die Totenmesse für den letzten König von Sachsen.
Bereits 1932 erfolgte die Ernennung zum Erzbischof von Freiburg. 1932 erfolgte die Ernennung zum Ehrenbürger der Städte Konstanz und Meßkirch.

### Unterstützung des Nationalsozialismus
Gröber unterstützte zunächst den Nationalsozialismus. Er wurde förderndes Mitglied der SS, machte sich öffentlich den Antisemitismus zu eigen und äußerte zu Kriegsbeginn den Wunsch, dass „der Vernichtungskampf gegen den gottlosen Kommunismus wirklich rücksichtslos geführt“ werde.
Bereits im April 1933 argumentierte er öffentlich, „dass die Katholiken den neuen Staat nicht ablehnen dürfen, sondern ihn positiv bejahen [...] müssen“. Ein späterer Bischof berichtete, Gröber habe Gegner des NS-Regimes als „Märtyrer der Dummheit“ bezeichnet. In einem Aufruf vom 8. November 1933 zur Wahl und Volksabstimmung über den Austritt Deutschlands aus dem Völkerbund schrieb Gröber, dass es vaterländische Pflicht sei, die Einmütigkeit mit den übrigen Volksgenossen zu beweisen. Seine Kooperationspolitik in den ersten Jahren brachte Gröber im Volksmund den Spitznamen des „braunen Conrad“ ein.
So richtete er an den im Zuge der Gleichschaltung der Länder zum Reichsstatthalter in Baden eingesetzten nationalsozialistischen Politiker Robert Wagner ein Glückwunschtelegramm folgenden Inhalts: „Bei der gewaltigen Aufgabe, die Ihnen damit obliegt, stelle ich mich als Oberhirte der badischen Katholiken rückhaltlos auf Ihre Seite“. Den Diözesanklerus wies er auf der Diözesansynode in Freiburg vom 25. bis 28. April 1933 an: „keine Provokation und kein unnützes Märtyrertum“.
Die Verhandlungen zum Abschluss des Reichskonkordats, bei denen selbst die Fuldaer Bischofskonferenz bis kurz vor Abschluss ferngehalten wurde, hatte Gröber – durch seinen Freund, den Vorsitzenden der Zentrumspartei Prälat Ludwig Kaas vorzeitig informiert – eifrig gefördert und sich damit von seinen Bischofskollegen isoliert.
Am 3. Juni 1933 erschien ein gemeinsames Hirtenwort der deutschen Bischöfe, dessen Entwurf die Bischöfe Gröber übertragen hatten. Dort war zu lesen, wenn der Staat nur gewisse Rechte und Forderungen der Kirche achte, so werde die Kirche dankbar und freudig das Neugewordene unterstützen.
Im August 1933 veröffentlichte die Erzdiözese Freiburg unter Gröbers Verantwortung in ihrem Amtsblatt eine Anordnung des badischen Ministeriums für Kultus und Unterricht über das Entbieten des „Deutschen Grußes“ im Religionsunterricht und sanktionierte dieses Verhalten damit offiziell, was zu erheblicher Verärgerung unter den Diözesanangehörigen führte.
Am 10. Oktober 1933 dankte Gröber auf einer katholischen Großveranstaltung in Karlsruhe ausdrücklich den „Männern der Regierung“ für ihr Erscheinen: „Ich verrate kein Geheimnis, wenn ich erkläre, dass sich im Verlauf der letzten Monate der Verkehr der Kirchenregierung in Freiburg mit der Regierung in Karlsruhe in freundschaftlichster Form vollzogen hat. Ich glaube auch, weder vor ihnen noch vor dem deutschen Volk ein Geheimnis zu verraten, wenn ich sage, dass ich mich restlos hinter die neue Regierung und das neue Reich stelle“.
Der badische Innenminister Karl Pflaumer honorierte die von Gröber versprochene Kooperation und richtete am 13. November 1933 an die Polizeipräsidien den Erlass, „Zwangsmaßnahmen gegen kath. Geistliche außerhalb des Rahmens der allgemeinen Gesetze sind in Zukunft unzulässig“, was indirekt auch den Schluss darauf zulässt, dass der NS-Staat sich grundsätzlich nicht an Gesetze gebunden fühlte.
Am Jahresende 1933 beklagte sich Gröber in einem Brief an den Kardinalstaatssekretär Eugenio Pacelli über in Schutzhaft genommene regimekritische Priester, dass es leider nicht immer möglich gewesen sei, beim Klerus jene kluge Zurückhaltung und zweckdienliche Überlegung zu erreichen, die unter voller Wahrung des Grundsätzlichen die einzelnen Geistlichen vor Ungelegenheiten schützt.
Im März 1934 fordert er, dass „in tunlichster Bälde Verhandlungen aufzunehmen (seien), mit dem Zwecke die katholische Jugend in die Hitlerjugend einzureihen.“

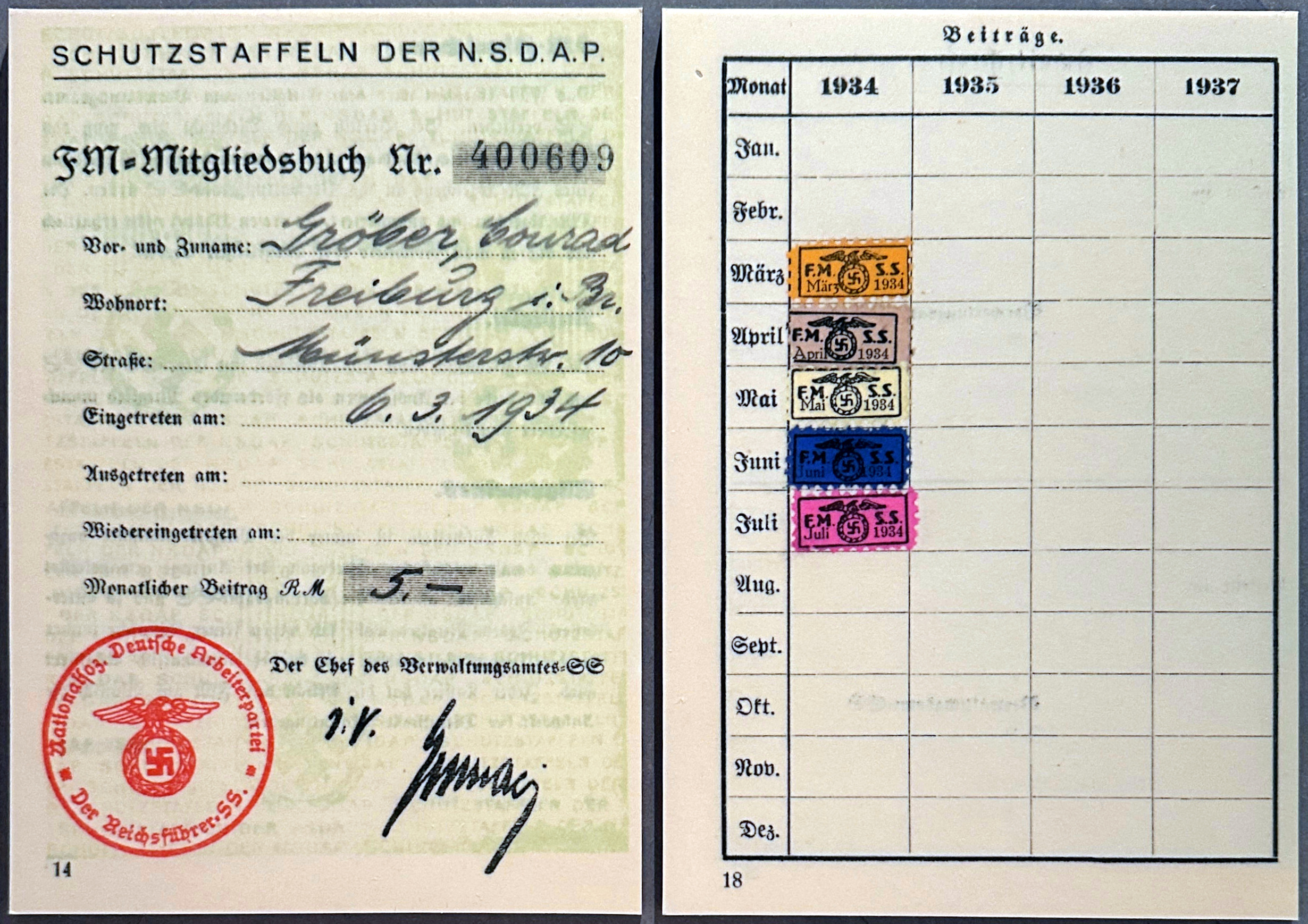
Gröbers Ausweis als förderndes Mitglied der SS

In diese Zeit fiel auch sein Entschluss, gemeinsam mit mehreren Domherren förderndes Mitglied der SS zu werden. Nachdem er 1937 der Aufforderung, ehrenvoll aus der SS auszuscheiden, nicht nachgekommen war, strich ihn Heinrich Himmler im Folgejahr aus der Mitgliederliste. Nach dem Krieg erklärte Gröber seinen Eintritt in die SS damit, dass die SS damals in Freiburg als die anständigste Organisation der Partei gegolten habe.
Am Karfreitag des Jahres 1941 hielt er eine Predigt, deren Vokabular sich stark dem antisemitischen Vokabular der NS-Machthaber annäherte:

„Als treibende Kraft stand hinter der jüdischen gesetzlichen Macht die abstoßende Heuchelei und böswillige Heimtücke der Pharisäer. Sie entpuppten sich immer mehr als Christi Erz- und Todfeinde, […] ihre Augen waren durch ihre Voreingenommenheit verbunden und verblendet von ihrer jüdischen Weltherrschaftsgier. Zum Volk, d. h. der wankelmütigen Judenmenge, sagt der Erzbischof: Der pharisäische Geheimdienst hatte durch Lügen und Verleumdung das Tier in ihm geweckt, und sie lechzten nach schauerlichem Nervenkitzel und Blut. – Zu Judas: Dieser unsägliche Wicht […] sitzt heuchlerisch beim Abendmahl […], worauf der Satan in ihn fuhr […] und ihn an die Spitze der bereitstehenden Judasknechte stellte. […] Echt jüdisch feilschte Judas mit den Hohepriestern. […] Er (Christus) wird verraten mit dem Zeichen der überschäumenden Liebe, mit einem schmatzenden Kuß der schmutzigen Judaslippen. – Schließlich zur ‚Ecce-Homo‘-Szene: Alles Mitgefühl der Juden ist in barbarischer Rohheit erstickt. Die Bestie hat Menschenblut gerochen und will ihren wildbrennenden Durst daran löschen. […] Über Jerusalem gellt indessen der wahnsinnige, aber wahrsagende Selbstfluch der Juden. ‚Sein Blut komme über uns und unsere Kinder!‘ Der Fluch hat sich furchtbar erfüllt. Bis auf den heute laufenden Tag […]“

In seinem Handbuch, das als geistige Anleitung für Priester gedacht war, schreibt er 1937 über den Antisemiten Paul de Lagarde:

„Er verwarf Hegels Lehre vom Staat als ‚dem präsenten Gott auf Erden‘. Seine Vaterlandsliebe macht ihn zum Vorkämpfer der großdeutschen Idee. Sein Plan war, die deutsche Auswanderung nach Amerika abzustoppen und den deutschen Überfluss in den polnischen, slowakischen, böhmischen, galizischen und ungarischen Gebieten der österreichischen Monarchie anzusiedeln, um so Österreich ganz zu germanisieren. Aus Vaterlandsliebe rief er auf zum Kampf gegen Liberalismus und alles Parteiwesen. Sein politisches Ideal war die von einer geistig und sittlich hoch stehenden Aristokratie gestützte Monarchie. Seine Vaterlandsliebe veranlasste ihn auch zur grundsätzlichen Abneigung gegen das Judentum. Er sah in der jüdischen Presse und in den internationalen Organisationen des Judentums eine gefährliche, zur Weltherrschaft strebende Macht. Das deutsche Volk müsse seine angestammte Art immer stärker ausprägen und dadurch den geistigen Einfluss des Judentums überwinden. Seine Vaterlandsliebe ließ ihn endlich eine die verschiedenen Konfessionen vereinigende Deutsche Nationalkirche als Ideal ersehen“

Zum Nationalsozialismus heißt es bei Gröber 1937:

„das nationalsozialistische Deutschland betont besonders den Rechtsschutz von Gemeinschaftsgütern wie Blut und Boden, Familie, staatliche und nationale Gemeinschaft, soziale Erde. Maßgebend für die neue Rechtspflege ist besonders der in das Parteiprogramm aufgenommene altgermanische Rechtsgrundsatz ‚Gemeinnutz geht vor Eigennutz‘. Dabei erhält der Satz ‚Recht ist, was dem Volke nutzt‘ seinen wohlbegründeten Sinn durch die Einordnung auch des Volkes in den ewigen Schöpfungsplan Gottes. Die Tiefe nationalen Erlebens, der Wille aus den Urgründen des völkischen Daseins, oder das natürliche Volksempfinden sind zweifellos grundlegende und entscheidende Gegebenheiten der Rechtsetzung und Rechtsfindung, solange sie der natürlichen, gottgegebenen Ordnung der Dinge entsprechen. Mit der christlichen Sinngebung und Begrenzung der Erde soll daher in keiner Weise verkannt sein, daß dieses neue Ethos entscheidend beigetragen hat zu der bereits Geschichte gewordenen Tat, mit der der Führer des Dritten Reiches den deutschen Menschen aus seiner äußeren Erniedrigung und seiner durch den Marxismus verschuldeten inneren Ohnmacht erweckt und zu den angestammten germanischen Werten der Ehre, Treue und Tapferkeit geführt hat“

### Distanzierungen vom Nationalsozialismus
Allerdings finden sich bereits in der Frühzeit des „Dritten Reichs“ auch kritischere Äußerungen Gröbers. So befürwortete er im Gegensatz zur Mehrheit der deutschen Bischöfe einen öffentlichen Protest der katholischen Kirche gegen den Aufruf zum Judenboykott am 1. April 1933 (Gröber: „mit Rücksicht auf Schuldlose und Convertierte“). Im Fastenhirtenbrief vom 10. Februar 1933 forderte Gröber die Diözesanen auf, nach Kräften dafür zu sorgen, dass die Lüge und die Verleumdung, die Verhetzung und der Hass, die Gewaltakte und der Mord nicht weiter den deutschen Namen schmachvoll beflecken.
Gröber war wie die gesamte katholische Kirche den Angriffen der Machthaber ausgesetzt. Neben dem Verbot anderer Parteien und der Auflösung vieler katholischer außerkirchlicher Verbände griffen die Machthaber auch auf persönliche Verunglimpfungen zurück. 1936 führte Julius Streicher einen Redefeldzug in Baden durch, auf dem er die Kirche und auch Gröber wegen eines angeblichen Liebesverhältnisses mit einer jüdischen Frau persönlich angriff und ihn mit den sogenannten Sittlichkeitsprozessen in Verbindung brachte. Die entsprechenden Gerüchte wurden auch von einem katholischen Geistlichen, dem Mitglied der NSDAP Heinrich Mohr, genährt, der sich Hoffnungen auf den Bischofsstuhl nach Entfernung von Gröber machte.
Zwar stand Gröber wie die meisten Bischöfe Zwangssterilisationen vermeintlicher „Erbkranker“ ablehnend gegenüber. Dies gründete jedoch nicht auf Sorge um die Betroffenen, sondern prüder Sexualmoral: eine zwangsweise Sterilisation wie im Entwurf für das Gesetz zur Verhütung erbkranken Nachwuchses sei strikt abzulehnen, „denn die sterilisierten Männer und Frauen könn[t]en sich nun ihrem Geschlechtsleben hemmungslos überlassen“. Gegen die Euthanasiemorde an Geisteskranken („Aktion T4“) protestierte er als erster der deutschen Bischöfe in schriftlicher Form, nämlich bei dem badischen Innenminister Pflaumer. Einen tatsächlich wirksamen öffentlichen Widerspruch wagte Gröber freilich nicht. Es blieb dem Münsteraner Bischof Clemens von Galen überlassen zu beweisen, dass es effektiven Widerstand gab, der einen nicht zum „Märtyrer der Dummheit“ machte.
Öffentlichkeitswirksam wurden insbesondere seine Silvesterpredigten im Freiburger Münster und seine Fastenhirtenworte. Darin geißelte er insbesondere die Kirchenfeindlichkeit des NS-Regimes, nach Schwalbach in der Silvesterpredigt 1941 auch die Euthanasie, die er als Mord bezeichnete. Auch hielt er seine schützende Hand über die von der Caritas mit der Unterstützung sogenannter Judenchristen beauftragte Widerstandskämpferin Gertrud Luckner.
Für die NS-Machthaber war er „der übelste Hetzer gegen das Dritte Reich“. Der badische Kultusminister Paul Schmitthenner bezeichnete ihn in einem Aktenvermerk vom 8. August 1940 als „größten Feind der NSDAP und des nationalsozialistischen Staates“. Lediglich sein Amt als Erzbischof habe ihn bisher davon bewahrt, dass er noch nicht als Hochverräter im Gefängnis sitze.
Andererseits wirft man Gröber bis heute vor, er habe den bereits 1938 aus seiner Diözese vertriebenen Suffraganbischof Joannes Baptista Sproll von Rottenburg nicht ausreichend unterstützt. An den Präsidenten des Volksgerichtshofs Roland Freisler, der den zu seiner Diözese gehörigen Priester Max Josef Metzger zum Tode verurteilt hatte, schrieb er einen noch heute umstrittenen Brief:

„Hochverehrter Herr Präsident des Volksgerichtshofes!
Eben erhalte ich die Nachricht über die Verhandlung, die vorgestern zum Todesurteil meines Diözesanpriesters Dr. Max Metzger geführt hat. Ich bedaure aufs allertiefste das Verbrechen, dessen er sich schuldig gemacht hat. Wenn ich ihn in meinem, an Herrn Rechtsanwalt Dr. Dix gerichteten Schreiben als Idealisten geschildert habe, so geschah es, ohne daß ich irgend eine Kenntnis des von ihm verbrecherisch Unternommenen hatte. Ich lege Wert darauf, ihnen das mitzuteilen, weil es mir völlig fern liegt, seine Tat in das Gebiet des Idealismus, wie ich ihn geschildert habe, einzubeziehen.“

Während ein Teil der Literatur diesen Brief als aus taktischen Erwägungen genutztes letztes Mittel wertet, nämlich um die Umwandlung der Todes- in eine Haftstrafe zu erreichen, wertet ein anderer Teil der Literatur ihn als feige Distanzierung von einem aus nichtigen Gründen zum Tode Verurteilten. Andere Dokumente aus jenen Tagen zeigen jedoch, dass Gröber in der Tat die Umwandlung der Strafe zu erreichen beabsichtigte. Aus ihnen wird deutlich, dass Gröber dabei glaubte, gegenüber Freisler nur durch die Anerkennung der Verurteilungsgründe überhaupt eine minimale Erfolgschance zu haben.
Am 12. November teilte Gröber seinem Diözesanklerus die Verurteilung von Metzger mit, u. a. mit folgenden Worten: „Dieser überaus traurige Fall soll uns eindringlich lehren, dass wir alles und jedes, was dem Vaterland in seiner schweren Zeit und damit auch uns selber irgendwie schaden könnte, peinlichst unterlassen, die ungeheuren Opfer und Erfolge unserer Soldaten im Felde dankbar und fürbittend würdigen, den Mut unserer Gläubigen in der Heimat stärken […], an das furchtbare Unglück eines verlorenen Krieges mit bolschewistischen Folgen denken und Tag für Tag Gott bitten […], dass er unsere Heimat schütze und mit einem ehrenvollen, inneren und äußeren Frieden segne.“.
In einem Hirtenwort vom 8. Mai 1945 (dem Tag der bedingungslosen Kapitulation der Wehrmacht) erklärte er, dass man keinem extremen Antisemitismus verfallen solle. In seinen Augen war der Holocaust falsch, weil er die Juden in eine Verteidigungsposition drängte, von der aus sie dem Staat „noch gefährlicher wurde[n] als die größte feindliche Armee“.

### Nach Kriegsende
Die bitteren Auseinandersetzungen aus der Zeit des Nationalsozialismus blieben auch nach 1945 bestehen: Eine von Pfarrer Wilhelm Köhler und Richard Schneider, der als erster Diözesangeistlicher bereits 1940 in das KZ Dachau verbracht worden war, initiierte Veranstaltung der sogenannten KZ-Priester versuchte Gröber totzuschweigen, obwohl fünf der sechzehn in dem Konzentrationslager gefangenen Geistlichen aus seiner Diözese dort ermordet worden waren. Die KZ-Priester wollten ähnlich wie die Priester aus der Diözese Münster, die in besonders feierlicher Weise in einem Pontifikalamt des Münsteraner Bischofs geehrt worden waren, ihrer toten Mitbrüder gedenken und im Bekenntnis in die Öffentlichkeit hineinwirken, dass diese nicht umsonst gestorben sein sollten. Die KZ-Priester fassten die ihnen gemachten Vorwürfe in einer Resolution zum Ausdruck: „[…] Wir bedauern es, wenn wir immer noch vom Klerus hören müssen, wir hätten es unserer eigenen Unklugheit zuzuschreiben, dass wir die Opfer der Gestapo gewesen seien. […] wir können uns des Eindrucks nicht erwehren, als ob ein Priester der Kirchenbehörde umso lieber war, je weniger er mit der Geheimen Staatspolizei in Berührung kam.“
Er war der wichtigste Ansprechpartner der französischen Besatzungsmacht. Dank seiner Beziehungen konnte das von französischen Soldaten aus der Meßkircher Martinskirche gestohlene und als Kriegsbeute ins Elsass verbrachte Dreikönigsbild des Meisters von Meßkirch zurückgebracht werden.
Conrad Gröber starb 1948, nur etwa vier Monate nach seinem goldenen Priesterjubiläum.

## Ehrungen
Mit der Ernennung zum Erzbischof von Freiburg wurde Gröber 1932 Ehrenbürger der Städte Konstanz und Meßkirch. Er wurde des Weiteren zum Päpstlichen Thronassistent, Comes Romanus und Ritter des souveränen Malteserordens ernannt. 1947 wurde ihm „in Anerkennung seiner Verdienste für die Stadt als Mahner und Tröster in schwerster Zeit“ die Ehrenbürgerwürde der Stadt Freiburg im Breisgau zuteil.
In Erinnerung an Conrad Gröber wurde im Juli 1961 an seinem Geburtshaus in der Hauptstraße in Meßkirch eine Gedenktafel enthüllt. Anlässlich des 700-jährigen Bestehens seiner Heimatstadt wurde am 22. Juli 1961 ihm zu Ehren ein Relief eingeweiht. Dieses wurde von der katholischen Pfarrgemeinde gestiftet und befindet sich an der Außenwand der Johann-Nepomuk-Kapelle bei der St. Martinskirche. Zu diesem Anlass hielt der Meßkircher Religionsphilosoph Bernhard Welte, der bis Gröbers Tod dessen Privatsekretär gewesen war, die Festrede.
Ende der 1970er-Jahre wurde in Meßkirch das „Conrad-Gröber-Haus“, ein Altenpflegeheim der Caritas, im früheren Gebäude des Krankenhauses eingeweiht.
Straßen in Meßkirch, Konstanz und Freiburg sowie ein Platz in Waldshut-Tiengen tragen Gröbers Namen.
In einem symbolischen Akt entzog der Konstanzer Gemeinderat am 26. September 2019 Gröber die 1932 verliehene Ehrenbürgerwürde, weil seine fördernde Mitgliedschaft in der SS und sein vielfach belegter Antijudaismus mittlerweile durch die Zeitgeschichtsforschung erwiesen seien.
Gegen den Rat von Dominik Burkard beschloss der Gemeinderat der Stadt Konstanz am 29. Juni 2023, die Conrad-Gröber-Straße in Konstanz umzubenennen.

## Schriften
- Geschichte des Jesuitenkollegs und -Gymnasiums in Konstanz, 1904
- Der Altkatholizismus in Meßkirch, 1912
- Das Konstanzer Münster. Seine Geschichte und Beschreibung, 1914 (Digitalisat)
- Die Mutter. Wege, Kraftquelle und Ziele christlicher Mutterschaft, 1922
- Reichenauer Kunst, 1924, doi:10.11588/diglit.61713
- Heinrich Ignaz Freiherr von Wessenberg. In: Freiburger Diözesan-Archiv, 55, 1927 und 56, 1928
- Christus Pastor. Bildnisse des guten Hirten, 1931
- Kirche und Künstler, 1932
- Nationalkirche? Ein aufklärendes Wort zur Wahrung des konfessionellen Friedens, Herder, Freiburg 1934
- Kirche, Vaterland und Vaterlandsliebe. Zeitgemäße Erwägungen und Erwiderungen, Herder, Freiburg 1935
- Handbuch der religiösen Gegenwartsfragen, Herder, Freiburg 1937[19]
- Die Reichenau. 1938
- Der Mystiker Heinrich Seuse. Die Geschichte seines Lebens. Die Entstehung und Echtheit seiner Werke, 1941 nbn-resolving.org
- Das Leiden unseres Herrn Jesus Christus im Lichte der vier heiligen Evangelien und der neuesten Zeitgeschichte, 1946
- Aus meinem römischen Tagebuch, 1947